# Apimela longipennis
Apimela longipennis är en skalbaggsart som först beskrevs av Thomas Casey 1911.  Apimela longipennis ingår i släktet Apimela och familjen kortvingar. Inga underarter finns listade i Catalogue of Life.